# Tracy Chapman
Tracy Chapman (Cleveland, 30 marzo 1964) è una cantautrice e polistrumentista statunitense.
Nota per brani come Fast Car, Give Me One Reason, Talkin' 'bout a Revolution e Baby Can I Hold You, Tracy Chapman viene riconosciuta dal pubblico e dalla critica come una delle più intense e raffinate cantautrici afroamericane viventi, grazie soprattutto alla sua voce profonda e modulata.

## Biografia
(Tracy Chapman, Across the Lines, 1988)

### Esordio
Tracy Chapman ha cominciato come artista di strada e cantando nei bar. Ha imparato a suonare la chitarra da piccola. Finiti gli studi di Antropologia e Studi africani alla Tufts University di Medford (Massachusetts) anche grazie ad alcune borse di studio riservate agli studenti meno abbienti, è stata subito notata da Brian Koppelman, figlio di Charles Koppelman, produttore della casa discografica indipendente Sbk, che le ha permesso di pubblicare il suo primo disco nel 1988, intitolato semplicemente Tracy Chapman. L'album ebbe subito un enorme successo di critica e di vendite: fuse i ritmi afro, folk e rock miscelati con testi molto toccanti e storie di povertà e marginalità delle periferie americane e arrivò a vendere 20 milioni di copie in tutto il mondo. Per tematiche è stata spesso paragonata a Joni Mitchell.

### Carriera
Al successo mondiale ha contribuito anche la partecipazione ad attività benefiche come il tour Human Rights Now! organizzato da Amnesty International, dove la Chapman ha cantato a fianco di altri celebri cantanti in giro per il mondo. Inoltre ha partecipato a concerti in onore del settantesimo compleanno di Nelson Mandela e al concerto nel dicembre del 1998 "One Love - All Star tribute" tributo a Bob Marley in cui ha duettato con il figlio Ziggy Marley.
Il secondo album intitolato Crossroads uscì nel 1989 e per il successivo Matters of the Heart la Chapman preparò un tour in piccoli locali per enfatizzare l'atmosfera intima del disco. Il suo quarto album New Beginning ebbe un grande successo commerciale che arrivò a vendere 3 milioni di copie solo negli Stati Uniti. Questo album includeva il successo Give Me One Reason che vinse il Grammy per la migliore canzone rock dell'anno e divenne il singolo di maggior successo della Chapman fino ad oggi.
Il seguente album fu Telling Stories, pubblicato nel 2000, e proponendo un suono più vicino al rock a differenza del suono folk dominante nei dischi precedenti. Il singolo Telling Stories era molto diffuso nelle stazioni radio europee. Il suo sesto album pubblicato nel 2002 si intitola Let It Rain. Nel settembre 2005 ha pubblicato l'album Where You Live e nel novembre 2008, Our Bright Future.
In tutti i suoi lavori scaturisce un vivido quadro di povertà, economica o morale, della società americana nei confronti del popolo afro.

### Vita privata
Tracy Chapman è da sempre dichiaratamente lesbica, nonché femminista.
Secondo una rivista statunitense, è legata sentimentalmente all'attrice e regista Guinevere Turner.
Sebbene non abbia mai parlato pubblicamente della sua vita sentimentale, la scrittrice Alice Walker ha rilasciato dichiarazioni sulla sua storia d'amore con Tracy Chapman in un'intervista a The Guardian del 15 dicembre 2006, in cui spiegava perché non pubblicizzarono la loro storia d'amore negli anni '90, dicendo che "il rapporto era fantastico, amorevole e meraviglioso, mi piaceva molto, ne ero totalmente innamorata, ma era solo nostro e non riguardava nessun altro".

## Discografia

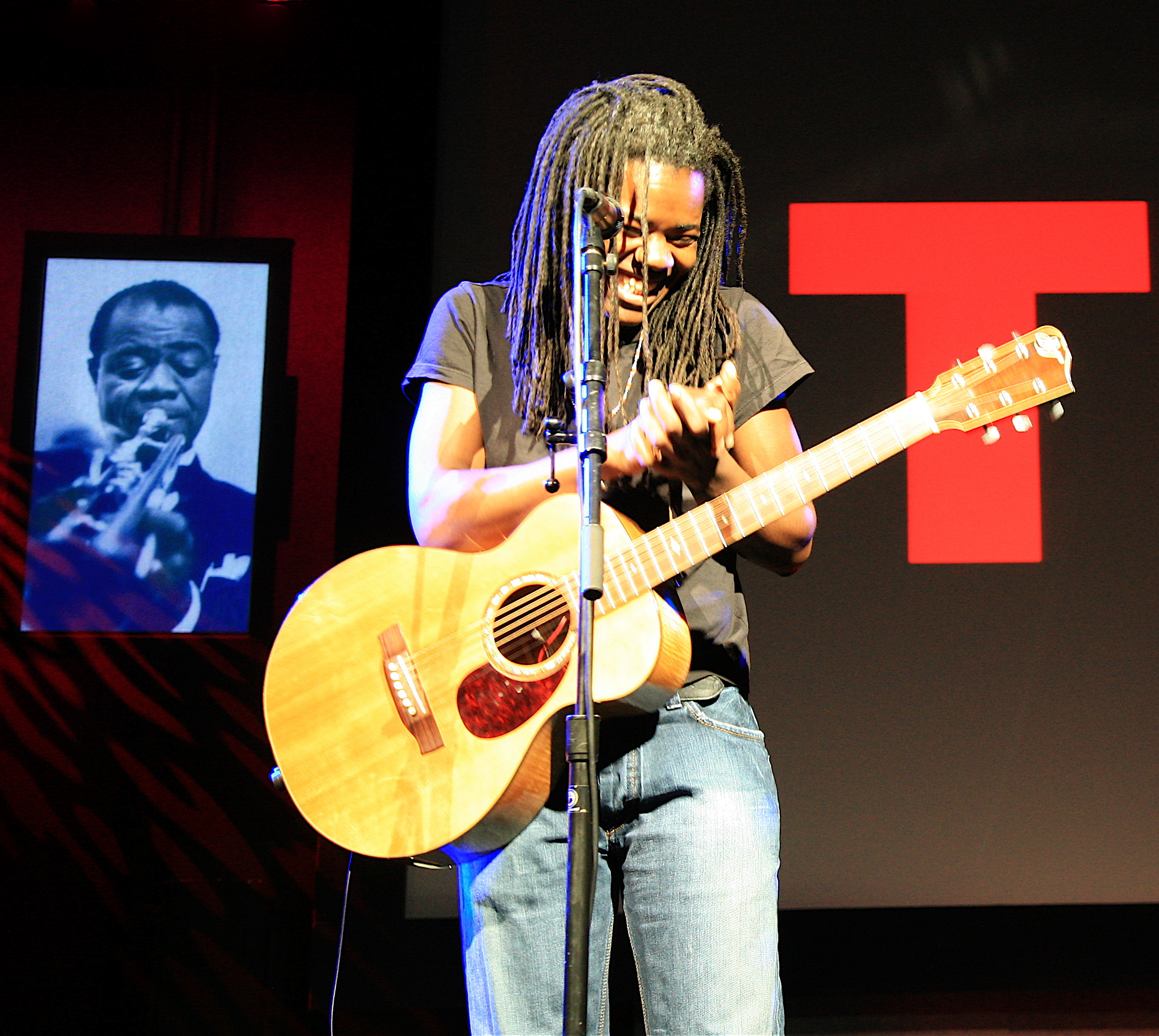
Tracy Chapman nel 2007.

### Album in studio
- 1988 - Tracy Chapman   (Elektra Records)
- 1989 - Crossroads (Elektra Records)
- 1992 - Matters of the Heart (Elektra Records)
- 1995 - New Beginning  (Elektra Records)
- 2000 - Telling Stories  (Elektra Records)
- 2002 - Let It Rain  (Elektra Records)
- 2005 - Where You Live  (Elektra Records)
- 2008 - Our Bright Future  (Elektra Records)

### Raccolte
- 2001 - Collection  (WEA International)
- 2015 - Greatest Hits  (Elektra Records)

### Singoli
- 1988 - Fast Car
- 1988 - Talkin' 'bout a Revolution
- 1988 - Baby Can I Hold You
- 1988 - Behind the Wall
- 1989 - All That You Have Is Your Soul
- 1989 - Crossroads
- 1990 - Subcity
- 1992 - Bang Bang Bang
- 1992 - Dreaming on a World
- 1995 - Give Me One Reason
- 1996 - New Beginning
- 1996 - The Promise
- 1996 - Smoke and Ashes
- 2000 - Telling Stories
- 2000 - It's OK
- 2000 - Wedding Song
- 2002 - You're the One
- 2003 - Another Sun
- 2005 - Change
- 2006 - America
- 2008 - Sing for You

## Premi e riconoscimenti
- 1988 - Grammy Award categoria Best New Artist
- 1988 - Grammy Award per la canzone Fast Car, categoria miglior performance pop femminile
- 1988 - Grammy Award per l'album Tracy Chapman, categoria miglior album folk
- 1996 - Grammy Award per la canzone Give Me One Reason, categoria miglior canzone rock
- 2003 - La rivista Rolling Stone ha assegnato il:
  - 261º posto a Tracy Chapman nella Lista dei 500 migliori album secondo Rolling Stone di tutti i tempi.
- 2004 - La rivista Rolling Stone ha assegnato il:
  - 165º posto a Fast Car nella Lista delle 500 migliori canzoni secondo Rolling Stone di tutti i tempi.